# Stromiec (gromada)
Stromiec – dawna gromada, czyli najmniejsza jednostka podziału terytorialnego Polskiej Rzeczypospolitej Ludowej w latach 1954–1972.
Gromady, z gromadzkimi radami narodowymi (GRN) jako organami władzy najniższego stopnia na wsi, funkcjonowały od reformy reorganizującej administrację wiejską przeprowadzonej jesienią 1954 do momentu ich zniesienia z dniem 1 stycznia 1973, tym samym wypierając organizację gminną w latach 1954–1972.
Gromadę Stromiec siedzibą GRN w Stromcu utworzono – jako jedną z 8759 gromad na obszarze Polski – w powiecie radomskim w woj. kieleckim, na mocy uchwały nr 13i/54 WRN w Kielcach z dnia 29 września 1954. W skład jednostki weszły obszary dotychczasowych gromad Stromiec, Marjanki, Niedabyl i Pokrzywna (bez kol. Budy Brankowskie) ze zniesionej gminy Stromiec w tymże powiecie. Dla gromady ustalono 16 członków gromadzkiej rady narodowej.
1 stycznia 1956 gromada weszła w skład nowo utworzonego powiatu białobrzeskiego w tymże województwie.
29 lutego 1956 do gromady Stromiec przyłączono wsie Pietrusin i Stromiecka Wola oraz kolonię Księży Las z gromady Szczyty w tymże powiecie.
31 grudnia 1959 do gromady Stromiec przyłączono wsie Bobrek, Byki, Piróg, Kalinów i Gabryelów oraz kolonie Bobrek pod Szczytami, Bobrek Nętne i Bobrek Podgaj ze zniesionej gromady Bobrek.
31 grudnia 1961 do gromady Stromiec przyłączono wsie Ksawerów Nowy i Ksawerów Stary ze zniesionej gromady Stromiec Podlesie w powiecie białobrzeskim oraz kompleks Lasów Państwowych Majdan obejmujący oddziały 217 do 247 o powierzchni 722,55 ha z gromady Wrociszew w powiecie grójeckim w woj. warszawskim.
Gromada przetrwała do końca 1972 roku, czyli do kolejnej reformy gminnej. 1 stycznia 1973 w powiecie białobrzeskim reaktywowano gminę Stromiec.